# El Tambo (Nariño)
El Tambo è un comune della Colombia facente parte del dipartimento di Nariño.
Il centro abitato venne fondato da Julián Chingua nel 1573, mentre l'istituzione del comune è del 22 gennaio 1870.